# باسيانو (إيطاليا)
باسيانو (محليًا فاسيانو ) هي بلدية (بالإيطالية: كومونا) تقع في مقاطعة لاتينا في منطقة لاتسيو الإيطالية ، تقع على بعد حوالي 60 كيلومتر (37 ميل) جنوب شرق روما وحوالي 14 كيلومتر (9 ميل) شمال شرق لاتينا . اعتبارًا من 31 ديسمبر 2004 ، كان عدد سكانها 1664 نسمة ومساحتها 31.6 كيلومتر مربع (12.2 ميل2) .
قديسها هو إيراسموس فورميا ، وسميت كنيستها باسمه.
يقع باسيانو على حدود بلديات كاربينيتو رومانو ونورما وسيرمونيتا وسيتزي .

## دِين

### الكنائس
- سان نيكولا